# Guarany Futebol Clube (Maceió)
Guarany Futebol Clube foi uma agremiação esportiva da cidade de Maceió.

## História
O clube disputou o Campeonato Alagoano 14 vezes.

## Estatísticas

### Participações
| Competição | Competição          | Temporadas | Melhor campanha    | Estreia | Última | P | R |
| Alagoas    | Campeonato Alagoano | 14         | 5º Colocado (1965) | 1963    | 1977   | – | – |